# Samuel M. Comer
Samuel M. Comer (ur. 13 lipca 1893 w Topece, zm. 27 grudnia 1974 w La Jolla) – amerykański dekorator wnętrz filmowych. W czasie swojej kilkudziesięcioletniej kariery filmowej pracował na planie ponad 350 tytułów filmowych.
Czterokrotny laureat Oscara za najlepszą scenografię do filmów: Zatoka Francuza (1944) Mitchella Leisena, Samson i Dalila (1949) Cecila B. DeMille'a, Bulwar Zachodzącego Słońca (1950) Billy'ego Wildera i Tatuowana róża (1955) Daniela Manna. Łącznie Comer nominowany był w tej kategorii aż 26 razy, m.in. za takie filmy, jak Złote wrota (1941), Listy miłosne (1945), Sabrina (1954), Dziewczyna z prowincji (1954), Złodziej w hotelu (1955), Dziesięcioro przykazań (1956), Zabawna buzia (1957), Zawrót głowy (1958), Śniadanie u Tiffany'ego (1961) czy Hud, syn farmera (1963).